# Dispense papale
Une dispense papale est une décision relevant des prérogatives du pape par laquelle il permet à des individus d'être exemptés d'une loi particulière du droit canonique catholique. Par extension, la dispense est le document délivré au demandeur pour faire valoir cette autorisation et en conserver trace.

## Généralités
Les dispenses papales sont divisées en deux catégories : 
- les dispenses générales ;
- les dispenses matrimoniales.

Les demandes de dispense ainsi que les accords, sont, en général, sous forme écrite. Sauf lorsque l'intérêt d'un tiers est en jeu, ou celui d'un supérieur qui s'est exprimé à l'effet contraire, le pouvoir général de distribution, qu'il soit ordinaire ou délégué, doit être interprété au sens large. 

### Les dispenses générales
Le pape a les pleins pouvoirs pour dispenser de tout ou partie des lois ecclésiastiques. Il détient ce droit en raison de sa primauté et de la plénitude de sa puissance apostolique (accordée à saint Pierre par le Christ ; cf. évangile selon S. Matthieu 16,18, et évangile selon S. Jean 21, 15-17). Il délègue une partie de ce pouvoir aux congrégations romaines (évêques, vicaires et curés de la paroisse).

### Les dispenses matrimoniales
Les dispenses matrimoniales peuvent consister à permettre ou à annuler un mariage. L'autorité du pape à exempter, une personne ou une situation, d'une loi canonique, découle de sa position en tant que vicaire du Christ, car elle implique l'autorité divine, la connaissance ainsi que la compétence.
Exemples
Le premier mariage d'Henri VIII d'Angleterre avec Catherine d'Aragon a nécessité une dispense papale, car il enfreignait le droit canonique pour affinité, parce qu'elle était la veuve d'Arthur, prince de Galles, frère aîné d'Henri. Catherine affirme que son mariage n'a pas été consommé. La dispense est obtenue, mais quand Henri VIII en réclame une, plus tard, pour son divorce, elle lui est refusée, ce qui provoque sa rupture avec Rome. 
Durant le Haut Moyen Âge, au cours des XIe et XIIe siècles, l'Église élabore le droit canon concernant l'affinité et la consanguinité : le premier point désigne un lien de parenté, naturel ou spirituel tandis que le second concerne les liens par le sang, autrement dit génétiques. Ceci couvre des relations très distantes, de sorte qu'une très grande proportion de mariages entre les élites européennes, étroitement liées, avait besoin de dispenses, soit du pape soit d'un évêque. 
Ce point est reconnu comme un abus et, plus tard, les relations prohibées sont moins nombreuses. En 1059, le canon du concile du Latran reconnaît l'obstacle de l'affinité ainsi que de la consanguinité qui peut s'étendre jusqu'au septième degré, point extrême de ces restrictions. Le pape Innocent III, lors du quatrième concile du Latran (1215), limite à la fois l'affinité et la consanguinité nécessitant une dispense, au quatrième degré. Le concile de Trente au XVIe siècle limite l'effet juridique des rapports extra-conjugaux au second degré d'affinité. 
En 1236, le pape Grégoire IX accorde une dispense, par une bulle pontificale, pour le mariage d'Alphonse, comte de Poitiers et de Jeanne, fille du comte de Toulouse, sa parente au troisième degré.

## Exemples de dispenses papales
En 1658, Philippe IV d'Espagne obtient du pape Alexandre VII une dispense papale pour pouvoir accorder l’habit de l’ordre de Saint-Jacques au peintre Velázquez.
En juin 2005, en Belgique, le pasteur protestant Patrick Balland, marié et père de quatre enfants, bénéficie d'une dispense papale de célibat en vue d'être ordonné prêtre catholique.
Le 30 juillet 2008, Fernando Lugo, ancien évêque, élu président du Paraguay, reçoit une dispense pontificale particulière, lui permettant de retrouver un statut laïc pour exercer son mandat en raison de « son élection par le peuple ».